# 庫姆卡萊戰役
庫姆卡萊戰役發生於1915年4月25日，是加里波利之战初期盟軍的一場登陸戰。這場登陸不像其他登陸行動是在加里波利半島海岸進行，而是在安納托利亞海岸進行，有別於其他登陸行動，此次登陸僅是為了牽制而非實際登陸。
這次登陸是為了延遲安納托利亞海岸後面的兩個鄂圖曼師對加里波利半島的增援。參與登陸的部隊計劃在實際登陸的第一天後撤出。

## 註腳
1. ↑  .   [2022-01-28]. （原始内容存档于2022-01-28）.
2. 1 2 3  Mütercimler 2005，第271–278頁.
3. 1 2  .   [22 January 2016]. （原始内容存档于28 January 2016） （土耳其语）.